# 高氯酸镱
高氯酸镱是一种无机化合物，化学式为Yb(ClO4)3。在水溶液中，Yb3+可以和ClO4−相互作用，形成YbClO42+，其稳定常数为4.5 × 10−2。

## 制备
高氯酸镱的水合物可由氧化镱和在浓高氯酸中溶解，从溶液中结晶得到。将水合物（x H2O, x＜6）在170 °C真空处理，得到一水合物。
一水合物在175 °C的真空中脱水，可以得到R3c空间群的无水物Yb(ClO4)3，而Cl2O6经处理得到的无水物属P63/m空间群。

## 用途
高氯酸镱可用作Yb(III)来源，以制备其它镱化合物。